# 越前局
越前局（えちぜんのつぼね、生没年不詳）は、鎌倉時代末期の女性。室町幕府の初代将軍・足利尊氏の側室。足利直冬の生母。

## 生涯
尊氏が若い頃に忍び通っていた女性で、一夜の関係で庶子となる直冬が嘉暦2年（1327年）に生まれたとされる。しかし彼女の記録は『太平記』だけしかなく、詳細は不詳。
尊氏は直冬を実子として認知せず、同じ庶子である竹若丸と較べてもその待遇があまりに悪すぎる事から、彼女はかなり身分が低く、直冬がそもそも実子かどうかを尊氏に疑われていたものと思われる。

## フィクション
吉川英治の小説『私本太平記』及びそれを基にした大河ドラマ『太平記』では、直冬の母としての設定が異なり、旅の一座の白拍子「藤夜叉」として描かれており、大河ドラマでは宮沢りえが演じている。